# Strada europea E611
La strada europea E611 è una strada europea che collega Lione a Pont-d'Ain. Come si evince dalla numerazione, si tratta di una strada di classe B posta nell'area delimitata a nord dalla E60, a sud dalla E70, ad ovest dalla E15 e ad est dalla E25.

## Percorso
La E611 è definita con i seguenti capisaldi di itinerario: "Lione - Pont-d'Ain".